# Парадокс Пигу — Найта — Доунса
Парадокс Пигу — Найта — Даунса (англ. Pigou–Knight–Downs paradox) выделяет следствие из парадокса Даунса — Томсона о том, что при наличии общественного транспорта увеличение пропускной способности дорог общего пользования приводит не к улучшению, а к ухудшению дорожной обстановки.
Автомобилист во время того как «город стоит», будет искать альтернативные варианты и пробки снижаются. Соответственно, существует некоторая точка равновесия.
Она состоит из огромного количества факторов:
- Удобства использования личного автомобиля,
- Стоимости проезда,
- Времени поездок,
- Количества личного транспорта на душу населения и др.

Со временем точка равновесия может сместиться как вправо, так и влево. В последнее 10 лет[когда?][где?] Она медленно, но неуклонно приближалась к отметке в 10 баллов, и это очень тревожная тенденция. Задача, стоящая перед властями любого крупного города, заключается в регулировании этой точки равновесия и искусственном смещении её в сторону уменьшения пробок. Такими мерами являются повышение качества обслуживания пассажиров общественным транспортом, а также непопулярными мерами, которые увеличивают неудобство пользования личным транспортом по городу. При этом, несмотря на возможное ухудшение условий некоторой группе людей, в среднем по городу для среднестатистического гражданина возникает улучшение, снижается среднее время в пути пассажира за счет уменьшения заторов на дорогах.
Исследования эмпирически показывают парадокс Пигу — Найта — Даунса, в котором государства увеличивают пропускную способность дороги, не уменьшая время в пути. Хотя теоретически фундаментальный в экономике транспорта, парадокс еще должен быть эмпирически поддержан. Исследование также обобщает парадокс, ослабляя его экстремальное сетевое состояние, при этом один маршрут является неустойчивым.
Из-за сложности изучения поведения в выборе маршрута в полевых условиях это исследование проводится в лаборатории и потенциально предоставляет экспериментальное доказательство парадоксальности.
Это наблюдение является сущностью феномена Пигу — Найта — Даунса, который ещё часто называют «основным законом дорожно-транспортного затора».
Итак, данный парадокс заявляет, что добавление дополнительной пропускной дороги не сокращает время путешествия. Так происходит потому, что движение, возможно, просто перемещается к обновлённой дороге от другой, делая обновлённую дорогу более переполненной.